# Hyphessobrycon maculicauda
Hyphessobrycon maculicauda är en fiskart som beskrevs av Ahl, 1936. Hyphessobrycon maculicauda ingår i släktet Hyphessobrycon och familjen Characidae. Inga underarter finns listade i Catalogue of Life.